# 20 septembre en sport
20 août 20 octobre
Chronologies thématiques
- Croisades
- Ferroviaires
- Disney

Le 20 septembre est le 263e jour de l'année (264e en cas d'année bissextile) du calendrier grégorien.

## Événements

### XVIIIesiècle
- 1749 :
  - (Joutes nautiques) : le Roi de France Louis XV assiste à un tournoi de joutes nautiques au Havre.

### XIXesiècle
- 1859 :
  - (Boxe) : le champion anglais Tom Sayers conserve son titre, en battant Bob Brettle en 7 rounds[1].
- 1879 :
  - (Football) : fondation du club nord-irlandais de football : Cliftonville FC basé à Belfast.

### XXesièclede1901à1950
- 1914
  - (Football) : à Buenos Aires, l'équipe d'Argentine bat l'équipe du Brésil 3-0. C'est le premier match officiel pour la Seleçao. En revanche, l'Argentine ne considère pas ce match comme officiel.

### XXesièclede1951à2000
- 1953 :
  - (Football) : à Luxembourg, en match qualificatif pour le Mondial 1954, l'équipe du Luxembourg s'incline 1-6 face à l'équipe de France.
- 1969 :
  - (Formule 1) : Grand Prix automobile du Canada.
- 1970 :
  - (Formule 1) : Grand Prix automobile du Canada.
- 1987 :
  - (Sport automobile) : Grand Prix automobile du Portugal. Alain Prost remporte son 28e Grand Prix ce qui fait de lui le nouveau recordman des victoires en Formule 1.
- 1990 :
  - (Athlétisme) : à la veille de la compétition du 400 mètres, la triple championne olympique Marie-José Pérec quitte précipitamment les olympiades de Sydney et déclare forfait.

### XXIesiècle
- 2003 :
  - (Football / Coupe du monde féminine) : début de la quatrième édition de la Coupe du monde féminine organisée aux États-Unis jusqu'au 12 octobre 2003.
- 2015 :
  - (Basket-ball /Championnat d'Europe) : l'équipe d'Espagne devient Championne d'Europe en s'imposant 80-63 face à l'équipe de Lituanie.
  - (Compétition automobile /Formule1) : sur le Grand Prix automobile de Singapour, victoire de l'Allemand Sebastian Vettel.
  - (Cyclisme sur route /Championnats du monde) : l'Équipe cycliste Velocio-SRAM remporte le contre-la-montre par équipes féminin et l'Équipe cycliste BMC Racing la course contre-la-montre masculine.
  - (Tennis /Coupe Davis) : la finale de la Coupe Davis opposera la Grande-Bretagne et la Belgique.
- 2017 :
  - (Cyclisme sur route /Mondiaux sur route) : sur la 4e journée des Championnats du monde, sur la course du contre la montre hommes, victoire du Néerlandais Tom Dumoulin.
- 2018 :
  - (Football /Ligue Europa) : début des phases de groupes de la 48e édition de la Ligue Europa ou 48 clubs européens y participent. La finale se déroulera le mercredi 29 mai 2019 au Stade olympique de Bakou en Azerbaïdjan.
  - (Omnisports /Dopage) : l'AMA vote la fin de la suspension de la RUSADA frappée de sanctions pour le système de dopage institutionnel ayant eu cours en Russie entre 2011 et 2015[2].
- 2020 :
  - (Compétition automobile /Endurance) : fin de la 88e édition des 24 Heures du Mans qui est remportée par la Toyota n°8 du Suisse Sébastien Buemi, du Néo-Zélandais Brendon Hartley et du Japonais Kazuki Nakajima. C'est le troisième succès consécutif du constructeur japonais avec ce prototype hybride LMP1[3].
  - (Cyclisme sur route /Tour de France) : sur la 21e et dernière étape du Tour de France qui se déroule entre Mantes-la-Jolie et Paris, sur une distance de 122 kilomètres, victoire de l'Irlandais Sam Bennett. Vainqueur de trois étapes, le Slovène Tadej Pogačar (UAE Emirates) remporte le classement général, le classement de la montagne et le classement du meilleur jeune. Il s'empare du maillot jaune lors du contre-la-montre de la 20e et avant-dernière étape. Il devance au classement général son compatriote Primož Roglič (Jumbo-Visma), gagnant d'une étape et porteur du maillot jaune pendant 11 jours, et l'Australien Richie Porte (Trek-Segafredo).
- 2023 :
  - (Cyclisme sur route /Championnats d'Europe) : début de la 29e édition des Championnats d'Europe de cyclisme sur route qui a lieu dans la province de Drenthe, aux Pays-Bas jusqu'au 24 septembre 2023.

## Naissances

### XIXesiècle
- 1863 :
  - Andrew Amos, footballeur anglais. (2 sélections en équipe nationale). († 2 octobre 1931).
- 1869 :
  - Hugh Morgan, footballeur écossais. (2 sélections en équipe nationale). († 30 juin 1938).
- 1873 :
  - Ferenc Szisz, pilote de courses automobile hongrois. († 21 février 1944).
  - Robert Wrenn, joueur de tennis américain. Vainqueur des US open 1893, 1894, 1896 et 1897. († 12 novembre 1925).
- 1874 :
  - George William Smith, joueur de rugby à XV et à XIII néo-zélandais. (2 sélections avec l'équipe nationale de rugby à XV et 4 avec celle de rugby à XIII). († 7 décembre 1954).
- 1886 :
  - Zacharie Baton, footballeur français. (4 sélections en équipe de France). († 21 février 1925).
- 1889 :
  - Charles Reidpath, athlète de sprint américain. Champion olympique du 400 m et du relais 4 × 400 m aux Jeux de Stockholm 1912. († 21 octobre 1975).

### XXesièclede1901à1950
- 1903 :
  - Willy Schärer, athlète de demi-fond suisse. Médaillé d'argent du 1 500 m aux Jeux de Paris 1924. († 20 novembre 1982).
- 1910 :
  - Jacques Lebrun, skipper français. Champion olympique du dériveur 12 pieds aux Jeux de Los Angeles 1932. († 14 janvier 1996).
- 1912 :
  - Edmond Novicki, footballeur français. (2 sélections en équipe de France). († 4 octobre 1967).
- 1914 :
  - Marcel Kint, cycliste sur route belge. Champion du monde de cyclisme sur route 1938. Vainqueur de Paris-Roubaix 1943, des Flèche wallonne 1943, 1945 et 1946, et de Gand-Wevelgem 1949. († 23 mars 2002).
- 1917 :
  - Red Auerbach, entraîneur de basket-ball américain. († 28 octobre 2006).
  - Obdulio Varela, footballeur uruguayen. Champion du monde de football 1950. (45 sélections en équipe nationale). († 2 août 1996).
- 1918 :
  - Aldo Ronconi, cycliste sur route italien. († 12 juin 2012).
- 1921 :
  - Horace Gould, pilote de F1 britannique. († 4 novembre 1968).
- 1926 :
  - Shohachi Ishii, lutteur de libre japonais. Champion olympique des -57kg aux Jeux d'Helsinki 1952. († 4 janvier 1980).
  - Libero Liberati, pilote de moto italien. Champion du monde de vitesse moto 500 cm3 1957. (81 victoires en Grand prix). († 5 mars 1962).
- 1927 :
  - Paul Ernst Strähle, pilote de rallyes automobile puis entrepreneur allemand. († 27 octobre 2010).
- 1933 :
  - Dennis Viollet, footballeur puis entraîneur anglais. (2 sélections en équipe nationale). († 6 mars 1999).
- 1934 :
  - Hamit Kaplan, lutteur de libre turc. Champion olympique des +87 kg aux Jeux de Melbourne 1956, médaillé d'argent des +87 kg aux Jeux de Rome 1960 puis médaillé de bronze des +97 kg aux Jeux de Tokyo 1964. Champion du monde de lutte des +87 kg 1957. († 5 janvier 1976).
- 1935 :
  - Orlando Peçanha, footballeur brésilien. Champion du monde de football 1958. (30 sélections en équipe nationale). († 10 février 2010).
  - David Pegg, footballeur anglais. (1 sélection en équipe nationale). († 6 février 1958).
  - Jim Taylor, joueur de foot U.S. américain. († 13 octobre 2018).
- 1936 :
  - Salvador Reyes, footballeur mexicain. (49 sélections en équipe nationale). († 29 décembre 2012).
- 1939 :
  - Ryszard Grzegorczyk, footballeur polonais. (23 sélections en équipe nationale). († 5 novembre 2021).
- 1944 :
  - Paul Madeley, footballeur anglais. (24 sélections en équipe nationale). († 23 juillet 2018).
- 1950 :
  - Gábor Csapó, 72 ans, joueur de water-polo hongrois. Champion olympique lors des Jeux d'été de Montréal en 1976 et médaillé de bronze lors des Jeux olympiques de 1980. († 27 novembre 2022).
  - David Twardzik, basketteur américain.

### XXesièclede1951à2000
- 1951 :
  - Guy Lafleur, hockeyeur sur glace canadien († 22 avril 2022).
- 1956 :
  - Cyril Neveu, pilote moto de rallye-raid français. Vainqueur des Rallye Dakar 1979, 1980, 1982, 1986 et 1987.
- 1960 :
  - Jim Johnstone, basketteur américain.
- 1968 :
  - Patrick Revelles, footballeur puis entraîneur français.
- 1969 :
  - Richard Witschge, footballeur néerlandais. Vainqueur de la Coupe d'Europe des vainqueurs de coupe 1987 et de la Coupe des clubs champions 1992. (31 sélections en équipe nationale).
- 1971 :
  - Henrik Larsson, footballeur puis entraîneur suédois. Vainqueur de la Ligue des champions 2006. (106 sélections en équipe nationale).
- 1973 :
  - Joanne Pavey, athlète de demi-fond et de fond britannique. Championne d'Europe d'athlétisme du 10 000m 2014.
- 1975 :
  - Juan Pablo Montoya, pilote de F1 colombien. (7 victoires en Grand Prix).
  - Joe Roff, joueur de rugby à XV australien. Champion du monde de rugby à XV 1999. Vainqueur des Tri-nations 2000 et 2001. (86 sélections en équipe nationale).
- 1976 :
  - Abdel Kharrazi, footballeur marocain.
- 1977 :
  - Orges Shehi, footballeur albanais. (7 sélections en équipe nationale).
- 1978 :
  - Jason Bay, joueur de baseball canadien.
  - Julien Bonnaire, joueur de rugby à XV français. Vainqueur des Grands chelems 2004 et 2010, des tournois des Six Nations 2006 et 2007. (75 sélections en équipe de France).
- 1979 :
  - Lars Jacobsen, footballeur danois. (69 sélections en équipe nationale).
- 1980 :
  - Bouchra Chaâbi, athlète de demi-fond et de steeple marocaine. Championne d'Afrique d'athlétisme du 3 000m steeple 2004.
  - Patrick Friesacher, pilote de F1 autrichien.
  - Vladimir Karpets, cycliste sur route russe. Vainqueur du Tour de Suisse 2007 et du Tour de Catalogne 2007.
  - Mechelle Lewis, athlète de sprint américaine. Championne du monde d'athlétisme du relais 4 × 100 m 2007.
  - Igor Vori, handballeur croate. Champion olympique aux Jeux d'Athènes 2004 et médaillé de bronze aux Jeux de Londres 2012. Champion du monde de handball 2003. Vainqueur de la Ligue des champions 2013. (223 sélections en équipe nationale).
- 1981 :
  - Samuel Launay, véliplanchiste français.
  - Ian Lipinski, navigateur français.
  - Feliciano López, joueur de tennis espagnol. Vainqueur des Coupe Davis 2008, 2009 et 2011.
  - Dimítrios Papadópoulos, footballeur grec. Champion d'Europe de football 2004. (22 sélections en équipe nationale).

- 1983 :
  - Landry Bonnefoi, footballeur français.
  - Sancho Lyttle, basketteuse vincentaise puis espagnole. Championne d'Europe de basket-ball féminin 2013. Victorieuse des Euroligue féminine 2011, 2012, 2014 et 2016. (31 sélections avec l'équipe d'Espagne).
  - Jonathan Walters, footballeur irlandais. (40 sélections en équipe nationale).
- 1984 :
  - Ali Doraghi, basketteur iranien. Champion d'Asie de basket-ball 2007 et 2009.
  - Brian Joubert, patineur artistique individuel français. Médaillé d'argent aux Mondiaux de patinage artistique 2004, 2006 et 2008, champion du monde de patinage artistique 2007, et médaillé de bronze à ceux de 2009 et 2010. Médaillé de bronze aux CE de patinage artistique 2002, 2006 et 2008, médaillé d'argent à ceux 2003, 2005 et 2011, champion d'Europe de patinage artistique 2004, 2007 et 2009.
  - Roland Mikler, handballeur hongrois. Vainqueur de la Coupe de l'EHF masculine 2014. (199 sélections en équipe nationale).
- 1985 :
  - Ian Desmond, joueur de baseball américain.
  - Abou Maïga, footballeur béninois.
  - Ronald Zubar, footballeur français.
- 1986 :
  - Cristian Ansaldi, footballeur argentin. (5 sélections en équipe nationale).
  - Cédric Cambon, footballeur français.
  - Courtney Fells, basketteuse américaine.
- 1987 :
  - Franko Škugor, joueur de tennis croate.
  - Tito Tebaldi, joueur de rugby à XV italien.
- 1988 :
  - Sergueï Bobrovski, hockeyeur sur glace russe.
  - Oleksandr Koltchenko, basketteur ukrainien.
  - Dino Pita, basketteur suédois. (17 sélections en équipe nationale).
  - Somália, footballeur brésilien.
- 1989 :
  - Madalena Felix, basketteuse angolaise.
  - Tiffany Hayes, basketteuse américaine.
  - Amra Pandžić, handballeuse slovène. (31 sélections en équipe nationale).
- 1990 :
  - Ken Giles, joueur de baseball américain.
  - Donatas Motiejūnas, basketteur lituanien.
  - John Tavares, hockeyeur sur glace canadien. Champion olympique aux Jeux de Sotchi 2014.
- 1991 :
  - Marlen Reusser, cycliste sur route suisse.
- 1992 :
  - Ondřej Balvín, basketteur tchèque.
  - Peter Prevc, sauteur à ski slovène. Médaillé d'argent en individuel du petit tremplin et de bronze du grand tremplin aux Jeux de Sotchi 2014 puis champion olympique par équipes mixtes et médaillé d'argent par équipes aux Jeux de Pékin 2022. Champion du monde de vol à ski en individuel 2016 et par équipes 2022.
- 1993 :
  - Kyle Anderson, basketteur américain.
  - Julian Draxler, footballeur allemand. Champion du monde de football de 2014. (58 sélections en équipe nationale).
- 1995 :
  - Rob Holding, footballeur anglais.
- 1996 :
  - Tanginoa Halaifonua, joueur de rugby à XV tongien. (8 sélections en équipe nationale).
  - Marlos Moreno, footballeur colombien. Vainqueur de la Copa Libertadores 2016. (8 sélections en équipe nationale).
- 1997 :
  - Assane Dioussé, footballeur sénégalais. (3 sélections en équipe nationale).
  - Lee Dong-gyeong, footballeur sud-coréen. (7 sélections en équipe nationale).
- 1999 :
  - Daniel Oturu, basketteur américain.
- 2000 :
  - Maria Guramare, basketteuse française.
  - Mathias Jørgensen, footballeur danois.

### XXIesiècle
- 2001 :
  - Federico Burdisso, nageur italien. Champion du monde de natation du relais 4×100m 4 nages 2022.
  - Mads Larsen, footballeur danois.
  - Julia Pereira de Sousa-Mabileau, snowboardeuse française. Médaillée d'argent du cross aux Jeux de Pyeongchang 2018.
  - Braden Schneider, hockeyeur sur glace canadien. Champion du monde de hockey sur glace 2021. (5 sélections en équipe nationale).
- 2002 :
  - Aleksa Matić, footballeur serbe.
  - Arkadiusz Pyrka, footballeur polonais.

## Décès

### XXesièclede1951à2000
- 1982 :
  - Alois Schnabel, 72 ans, handballeur autrichien. Médaillé d'argent aux Jeux de Berlin 1936. (° 27 février 1910).
- 1989 :
  - Richie Ginther, 59 ans, pilote de F1 et de course automobile d'endurance américain. (1 victoire en Grand Prix). (° 5 août 1930).

### XXIesiècle
- 2004 :
  - Brian Clough, 69 ans, footballeur puis entraîneur anglais. (2 sélections en équipe nationale). (° 21 mars 1935).
- 2007 :
  - Johnny Gavin, 77 ans, footballeur irlandais. (7 sélections en équipe nationale). (° 28 avril 1928).
- 2012 :
  - Gianfranco Dell'Innocenti, 86 ans, footballeur italien. (° 16 novembre 1925).
  - Michel Pech, 66 ans, footballeur français. (° 4 juin 1946).
- 2014 :
  - Hans-Dieter Dechent, 74 ans, pilote de courses automobile et homme d'affaires allemand. (° 13 juin 1940).
- 2017 :
  - John Nicholson, 75 ans, pilote de course automobile néo-zélandais. (° 6 octobre 1941).
  - René Vernier, 92 ans, footballeur puis entraîneur français. (° 9 juin 1925).